# Satanik (film)
Satanik è un film del 1968 diretto da Piero Vivarelli.
Pellicola di produzione italo-spagnola basata sul fumetto Satanik della coppia Magnus & Bunker.

## Trama
La dottoressa Bannister, donna brutta e sfigurata, viene convocata da un suo collega che ha da poco scoperto un siero per il ringiovanimento degli esseri viventi. Il collega mostra alla professoressa il risultato miracoloso dei suoi esperimenti, iniettando il siero in un animale prossimo al decesso. L'animale in pochi secondi si rinvigorisce dimostrando forza e salute.
Il collega, però, non intende usare il siero sugli esseri umani mancando ancora di qualche sperimentazione. In un attimo di distrazione la professoressa uccide il collega, dopodiché beve il siero progettato dall'uomo.
Dopo una serie di convulsioni la donna stramazza a terra svenuta ma, di lì a poco, si risveglia ringiovanita e splendida. L'omicidio del collega sarà solo il primo di una lunga serie: la professoressa, infatti, ucciderà di nuovo per nascondere il suo segreto. Inoltre, la donna non ha fatto i conti col fatto che l'effetto del siero è solo temporaneo.

## Produzione
Satanik è stato girato nel 1967 poco dopo l'uscita del film Mister X di Piero Vivarelli. La sceneggiatura è di Eduardo Manzanos Brochero. Nonostante sia basato sul personaggio dei fumetti Satanik, il film ignora la maggior parte dei personaggi e delle storie originali e mantiene solo la trasformazione di Marny Bannister da vecchia a femme fatale.

### Regia
Il futuro regista Pupi Avati è stato assistente alla regia per le scene girate in Italia. Avati in seguito commentò la sua esperienza sul set affermando che guardare Vivarelli gli ha insegnato come non dirigere un film.

## Distribuzione
Il film è stato distribuito nei cinema italiani nel 1968. Ha ottenuto un discreto successo finanziario al botteghino.

## Accoglienza
Dalle recensioni retrospettive, lo storico di cinema Roberto Curti ha osservato che Satanik è "forse il più deludente dei film basati sul fenomeno dei fumetti neri." Curti ha riscontrato che il film è sceneggiato e strutturato in maniera scarna e ha criticato la debole recitazione di Magda Konopka.